# تورنا۲
تورنا۲ فیلمی با مضمون کودک و نوجوان در ژانر تخیلی به کارگردانی و نویسندگی سید جواد هاشمی می‌باشد. این فیلم محصول سال ۱۳۹۷ است.

## خلاصه داستان
فیلم داستان پروفسوری را روایت می‌کند که موفق به ساخت یک رستوران شده‌است. رستورانی که در نهایت به یک سفینه تبدیل می‌شود. حال با ورود چهار نوجوان به قصه و با شیطنت آنان، این سفینه مقداری زودتر از موعد به پرواز درمی‌آید. سفینه در نهایت به فضا رفته و در یک سرزمین ناشناخته فرود می‌آید. و نوجوانان به دردسر بزرگی میفتند و راز های عجیبی را کشف میکنند ولی برای حفظ جانشان راز ها را ول میکنند و به زمین باز میگردند.

## بازیگران
| بازیگران        | نقش              |
| --------------- | ---------------- |
| اکبر عبدی       | پروفسور اندیش    |
| کامران تفتی     | مأمور پلیس       |
| بهنوش بختیاری   | خانم خوش خیال    |
| الناز حبیبی     | شیمبا            |
| ارسلان قاسمی    | امید، عاشق شیمبا |
| عباس جمشیدی فر  | معاون پلیس       |
| وحید نفر        | گامبور           |
| راستین عزیزپور  | هامون            |
| امیررضا احمدی   | آروین            |
| محمدمهدی ایرانی | شوکا             |
| نگار نافذ       | توکا             |